# Als (Insel)
Als ([alʔs], deutsch Alsen) ist eine dänische Insel in der Ostsee. Sie wird vom Kleinen Belt im Osten und Norden, dem Als Sund und dem Als Fjord im Westen und der Flensburger Förde im Süden umschlossen. Als ist mit einer Fläche von 312,22 km² die achtgrößte Ostseeinsel Dänemarks und gehört zur Sønderborg Kommune in der Region Syddanmark. Die Bevölkerung von 49.373 Bewohnern (1. Januar 2025) lebt meist von Landwirtschaft (Weizen, Obst- und Gemüseanbau) und Fischerei. Der wichtigste Industriebetrieb ist die Firma Danfoss in Nordborg. Als verfügt über gute Badestrände und liegt im beliebten Segelrevier der dänischen Südsee.

## Geschichte

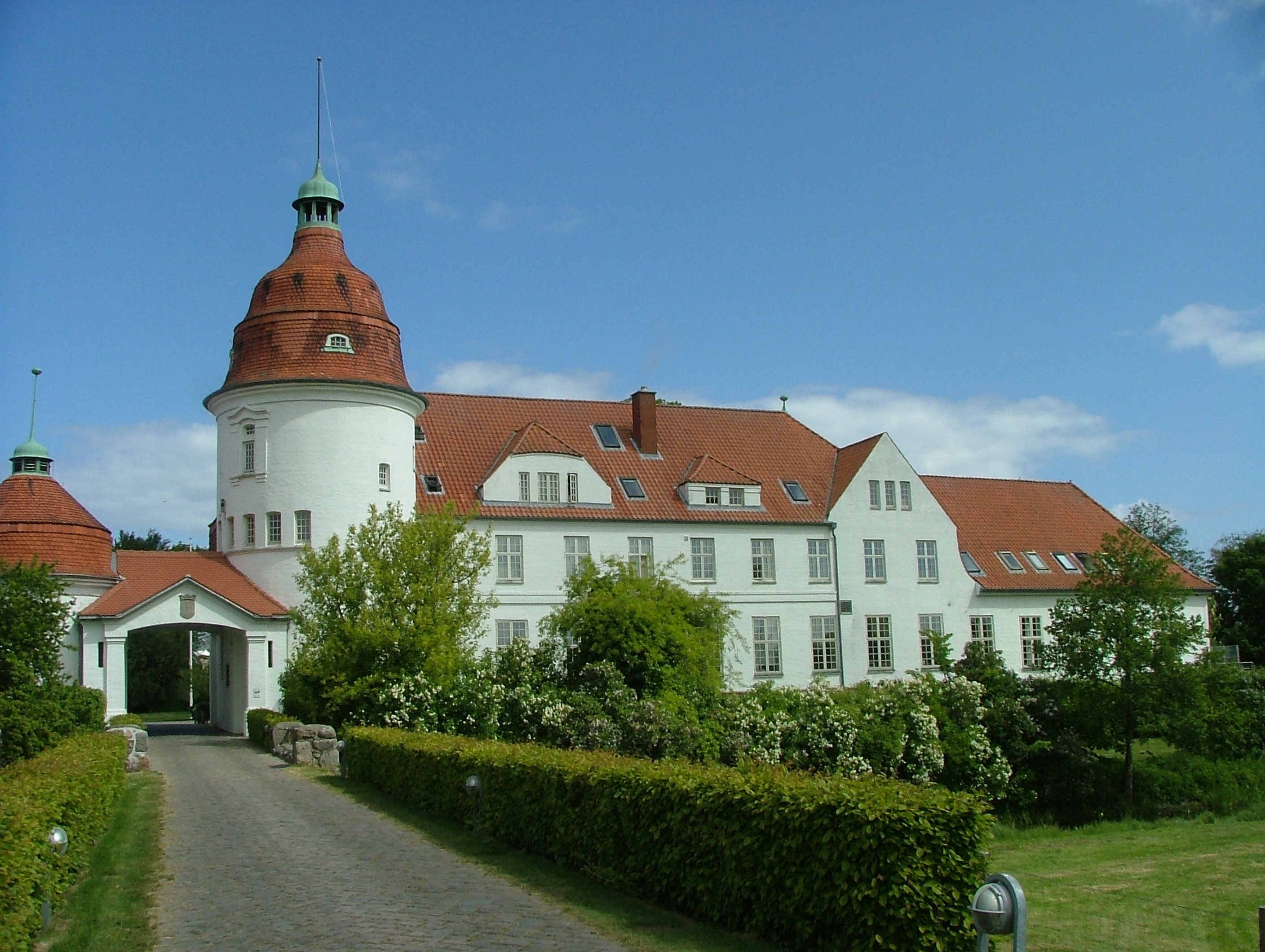
Schloss Nordborg

Obwohl die Insel nur durch den schmalen Als Sund vom Festland getrennt ist, war ihre politische und administrative Entwicklung im Mittelalter oft eigenständig. So gehörte die Insel nicht zum Bistum Schleswig, sondern zum Bistum Odense. Als sich das Herzogtum Schleswig gegen Ende des zwölften Jahrhunderts etablierte, wurde Als ein Teil desselben. Administrative Zentren waren die beiden landesherrlichen Burgen an den Enden der Insel in Nordborg und Sønderborg. Verwaltungstechnisch war die Insel in zwei Harden geteilt. Sønderborg erhielt im 14. Jahrhundert das Stadtrecht und bildete einen eigenständigen Distrikt.
Im Krieg zwischen dem dänischen König Erik VII. von Pommern und dem holsteinischen Grafen Adolf VIII. 1410–1435 gehörte die Insel zu den letzten Bastionen des Königs im Herzogtum Schleswig, bis dieses unter die Herrschaft der Schauenburger geriet. Als Adolf 1459 kinderlos verstarb, wählten die Stände des Herzogtums Schleswig und der Grafschaft Holstein den seit 1448 regierenden dänischen König Christian I. zum gemeinsamen Landesherrn, was im Vertrag von Ripen (dänisch: Ribe) 1460 beurkundet wurde. Bei den Landesteilungen 1490, 1523 und 1544 blieb Als beim königlichen Teil. Von den Landesteilungen ausgenommen waren die Besitzungen des Adels, des Schleswiger Bischofs und des Schleswiger Domkapitels, die trotz der Zugehörigkeit der Insel zu Odense auf Fyn (deutsch: Fünen) hier einige Höfe besaßen.
Ein neues Kapitel der Geschichte von Als begann, als bei einer erneuten Erbteilung der Herzogtümer Schleswig und Holstein der jüngere Bruder von König Friedrich II. von Dänemark, Johann der Jüngere, Herrscher über die Insel wurde. Da die Stände keinen weiteren Landesherrn akzeptieren wollten, entstand das abgeteilte Herzogtum Schleswig-Holstein-Sonderburg, das neben Als die westlich vorgelagerte Landschaft Sundeved (deutsch: Sundewitt), die Insel Ærø und in Holstein ab 1581 auch das Gebiet um Plön und das des Rudeklosters südlich der Flensburger Förde umfasste. Johann kaufte sämtliche Adelsgüter auf der Insel auf und ließ zahlreiche Bauernstellen niederlegen.
Nach Johanns Tod im Jahre 1622 wurde das Herzogtum auf fünf seiner Söhne aufgeteilt. Auch Als bestand danach aus zwei Herzogtümern. Diese hatten finanziell einen schweren Stand, vor allem nach den Kriegswirren des 17. Jahrhunderts. Das südliche Herzogtum Schleswig-Holstein-Sonderburg ging 1667 in Konkurs, zwei Jahre später auch das nördliche Schleswig-Holstein-Sonderburg-Norburg. Ersteres fiel an den König, letzteres wurde dem Herzog von Schleswig-Holstein-Sonderburg-Plön überlassen. Nach der Teilung von Norburg und Plön erlosch die Plön-Norburg Linie 1729, worauf die gesamte Insel wieder in königlich-dänischer Hand war. Die einzelnen Lehensdistrikte wurden zu zwei Ämtern mit Nordborg und Sønderborg als Zentren zusammengefasst.

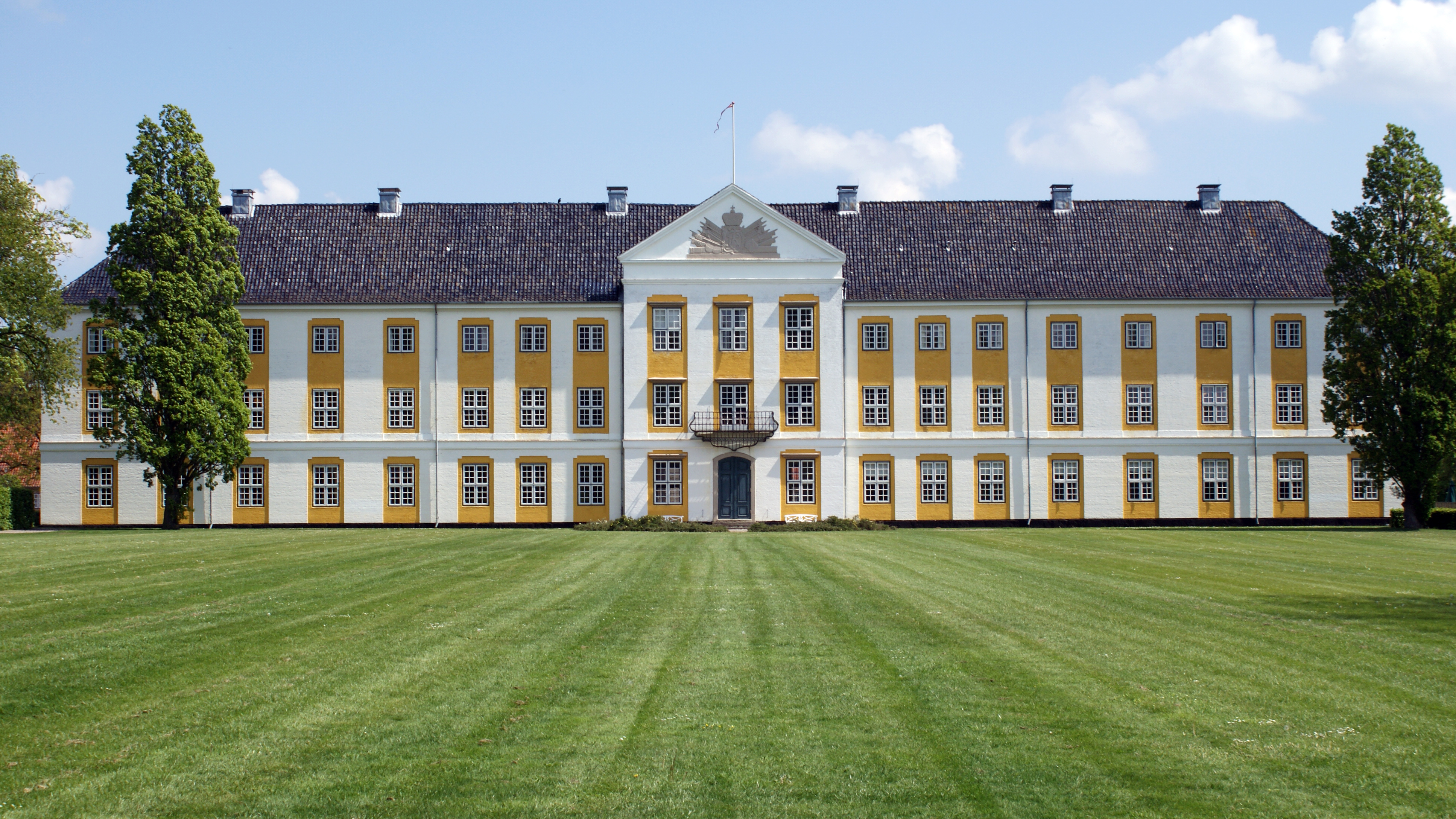
Schloss Augustenborg

Mitte des 18. Jahrhunderts gelang es den Nachfahren der 1667 in Konkurs gegangenen Sonderburger Stammlinie, im Tausch gegen ihren Thronanspruch erhebliche Gelder von der Krone zu erhalten, mit denen sie große Güter auf Südals erwarben. Zentrum des Distrikts wurde das Schloss Augustenborg, das ab 1651 auf dem Gebiet des ehemaligen Bischofsbesitzes errichtet worden war und nun zu einer prächtigen Herzogsresidenz ausgebaut wurde. Damit war Als viergeteilt: Neben dem augustenburgischen Güterdistrikt bestand das Nordborg Amt, zu dem seit 1729 und 1749 auch Ærø gehörte. Die Stadt Sønderborg bildete nach wie vor einen eigenen Distrikt. Das  Sønderborg Amt machten nur noch wenige Besitzungen im äußersten Süden der Insel aus, die aber 1779 mit dem größten Teil des Sundeved vereinigt wurden als das letzte der Sønderborger Herzogtümer mit der älteren Linie Schleswig-Holstein-Sonderburg-Glücksburg erlosch und an den König gefallen war. 1819 wurden die beiden Propsteien auf Als (die Propstei Sønderborg mit der Stadt, den Resten des gleichnamigen Amtes und dem Sundeved gehörte zum Distrikt des Schleswiger Generalsuperintendenten), kirchlich von Odense getrennt und mit Ærø zu einem eigenen Stift umgewandelt, das bis 1864 bestand.
Als der Konflikt zwischen Deutschland und Dänemark um 1840 ausbrach, schloss sich die Alsener Bevölkerung weitgehend der dänischen Seite an. Herzog Christian August von Schleswig-Holstein-Sonderburg-Augustenburg unterstützte jedoch die schleswig-holsteinische Seite, weil er im Falle des absehbaren Erlöschens des seit 1460 regierenden oldenburgischen Königshauses Erbansprüche zumindest auf die Herzogtümer Schleswig und Holstein stellen konnte. In der Schleswig-Holsteinischen Erhebung blieb die Insel neben Ærø als einziger Teil des Herzogtums Schleswig vom Krieg verschont. Die Augustenburger wurden des Landes verwiesen und mussten ihren Besitz dem dänischen Staat verkaufen. Dadurch kam der Augustenburgische Güterdistrikt wieder an das Amt Sonderburg.
Im Deutsch-Dänischen Krieg setzten die preußischen Truppen am 29. Juni 1864 bei Arnkiel auf die Insel über und führten die endgültige Entscheidung in der Schlacht von Alsen herbei. Zuvor war Sønderborg durch Artilleriebeschuss erheblich zerstört worden. Gottfried Piefke komponierte den Marsch „Der Alsenströmer“ 1864 zum Gedenken an den preußischen Sieg. Von 1864 bis 1920 gehörte die Insel zu Preußen und damit seit 1871 auch zum Deutschen Reich. Innerhalb der Provinz Schleswig-Holstein bildete sie gemeinsam mit dem Sundewitt den Landkreis Sonderburg. Alsen wurde durch eine Kreisbahn erschlossen. Die Stadt Sonderburg wuchs beständig, nachdem die kaiserliche Marine einen Stützpunkt eröffnet hatte. Im November 1918 ermöglichte der Vorsitzende des Soldatenrates Bruno Topff der hungernden Bevölkerung den Zugang zu Proviantlagern; der Legende nach soll er sogar eine „Republik Alsen“ ausgerufen haben, weshalb noch heute seiner gedacht wird. Seit der Volksabstimmung 1920 gehört die Insel zu Dänemark. Trotz der Randlage erlebte sie einen erheblichen Wirtschaftsaufschwung. Mit der dänischen Kommunalreform von 1970 ging das Sønderborg Amt in der Nachfolge des Landkreises in Sønderjyllands Amt auf. Gleichzeitig wurden die Kirchspielsgemeinden zu vier Kommunen zusammengefasst: Sønderborg Kommune, Sydals Kommune, Augustenborg Kommune und Nordborg Kommune. Mit der nächsten Kommunalreform 2007 wurden diese und einige Kommunen der Halbinsel Sundeved (deutsch Sundewitt) zur erweiterten Sønderborg Kommune in der Region Syddanmark zusammengeschlossen.

## Vorgeschichtliche Denkmäler

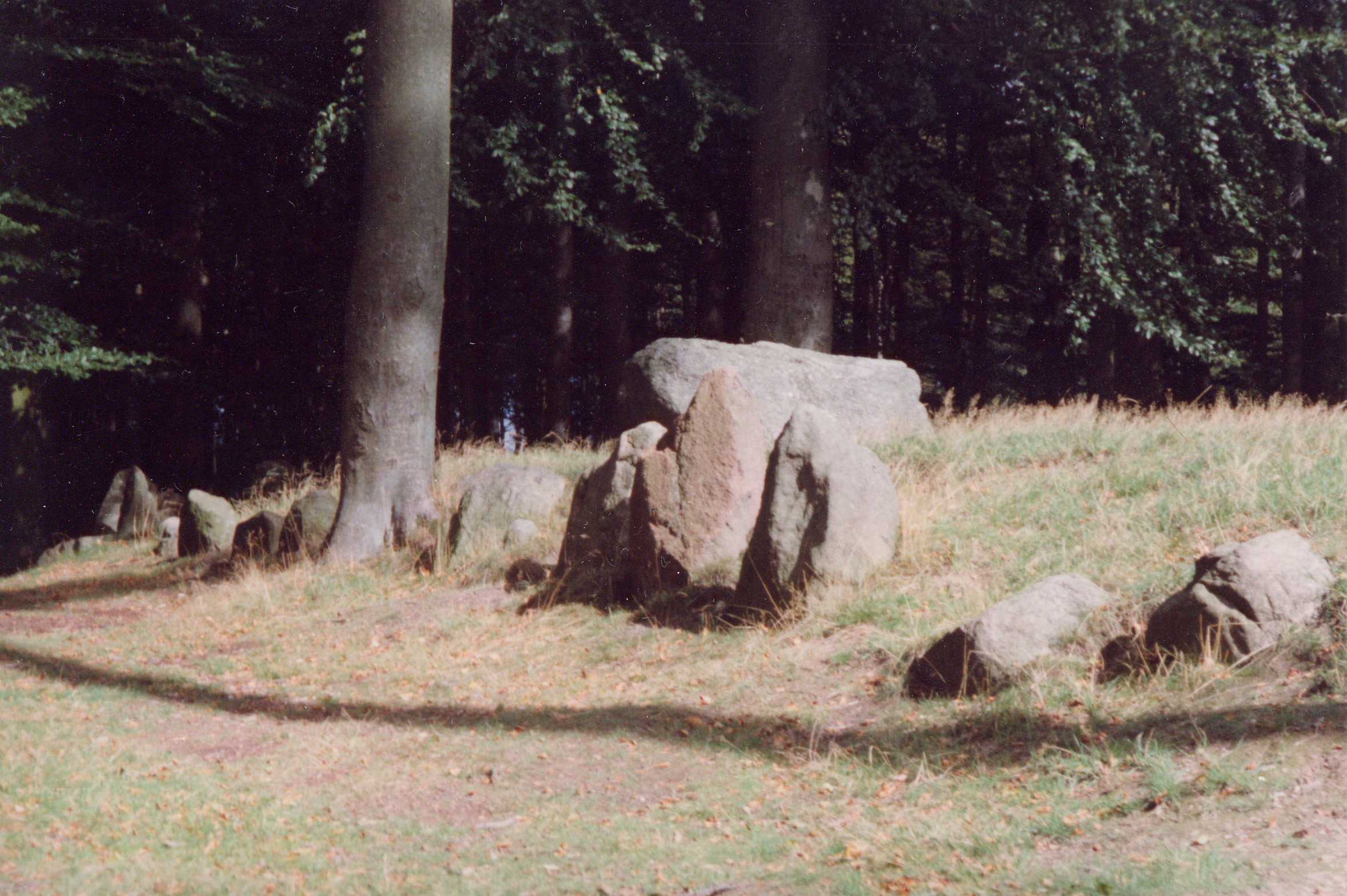
Sønderskoven

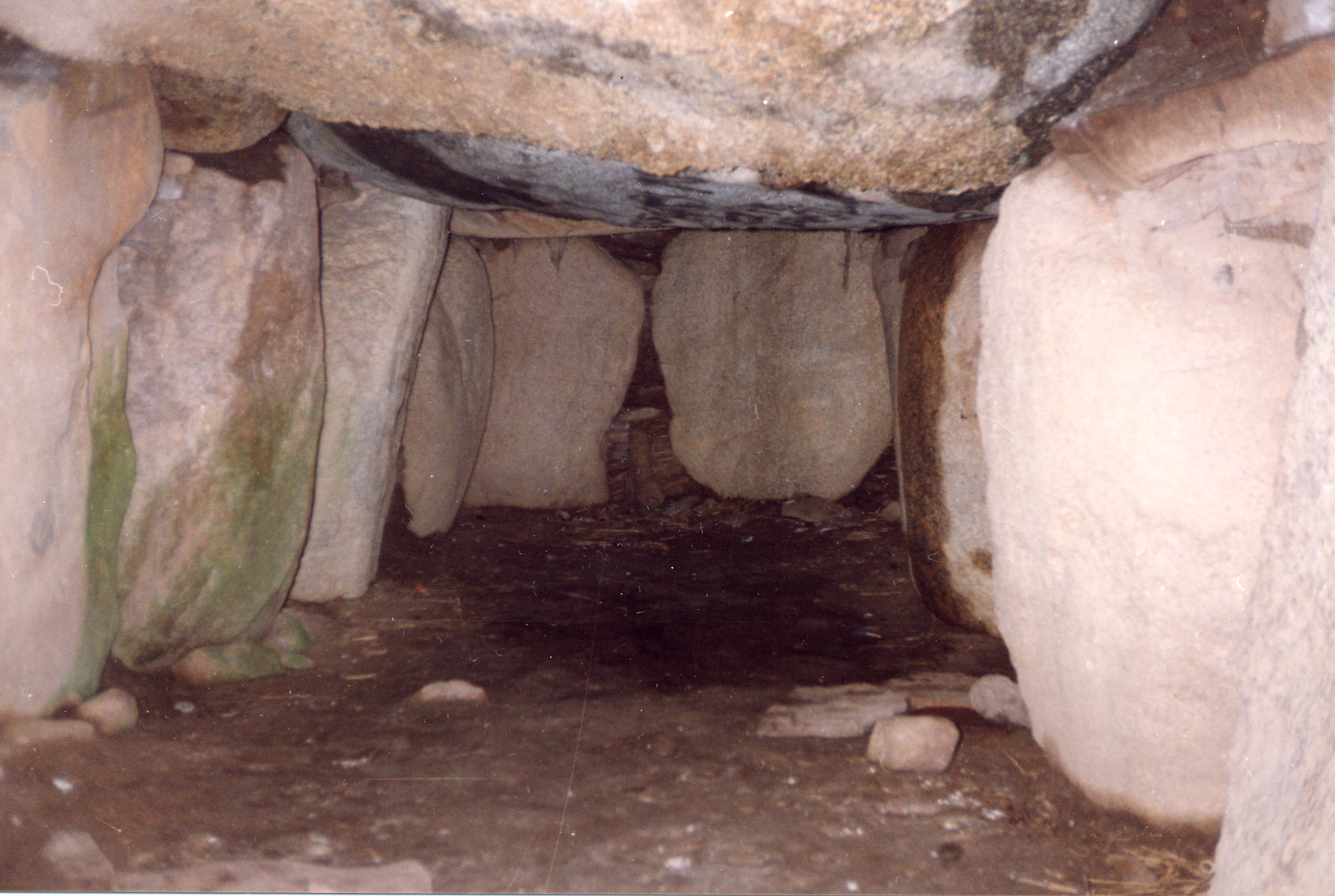
Sønderskoven

Alsen ist besonders reich an Dolmen (250), Ganggräbern, Schalensteinen und Schiffssetzungen aus der Vorgeschichte.
- Baronens Høj im Nørreskov, Runddolmen
- Brandsbøl Skov, Dolmen
- Dyndved Strand, Schiffssetzung
- Havrekobbel Dolmen
- Klintinghøjdysse Dolmen
- Schalenstein mit 108 Schälchen in der Außenmauer der Lysabild Kirke
- Nygård, Grabhügel, Dolmen und Schalenstein (Den grønne Bro)
- Dobbeltdysse von Oleskobbel, Dolmen
- Sønderskov, Ganggrab
- Stenkobbel, Dolmen
- Stolbro Næs, Schiffssetzung
- Trodsten oder Thorsten bei Katry, Runddolmen

## Städte

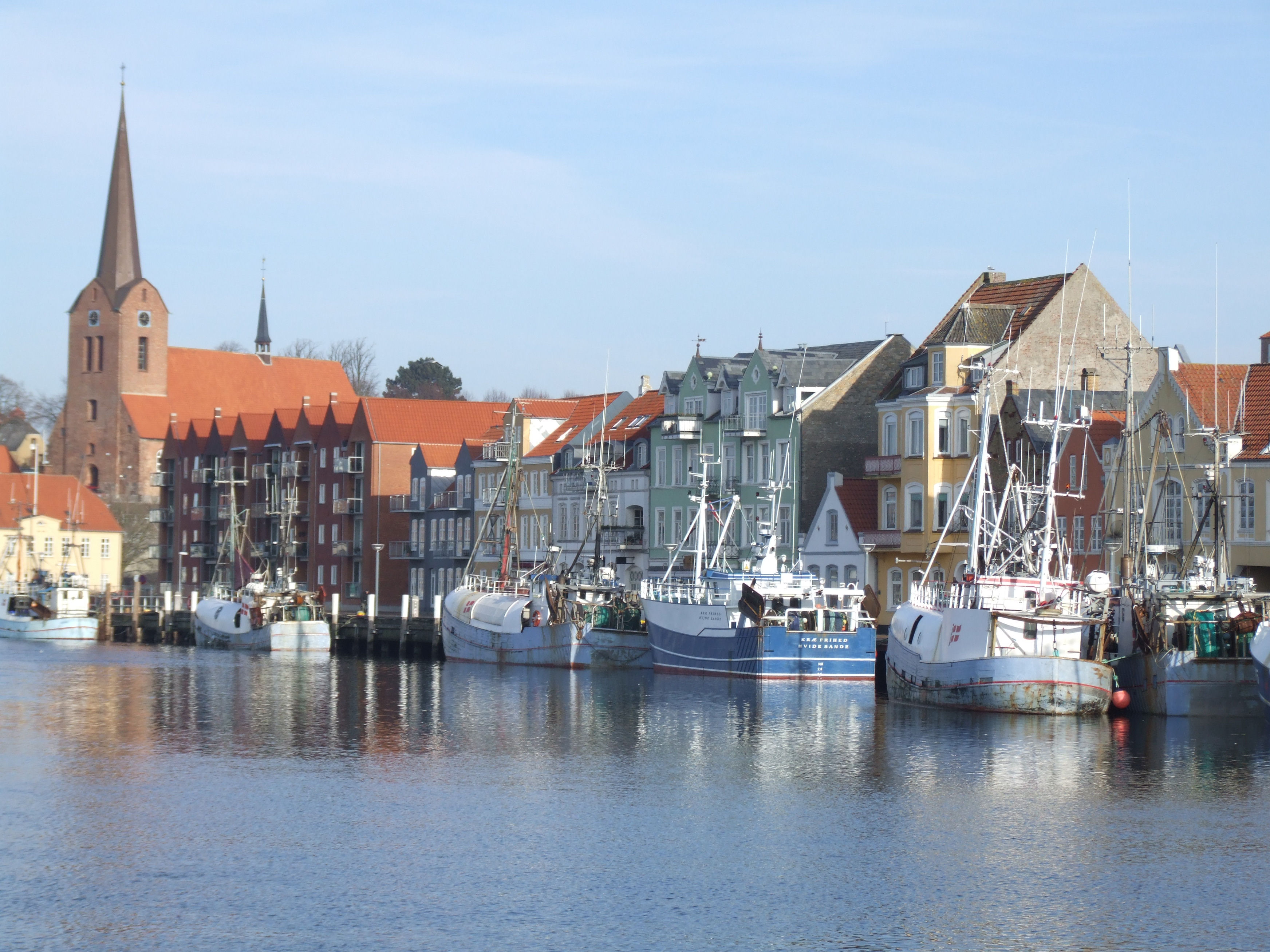
Der Hafen von Sønderborg

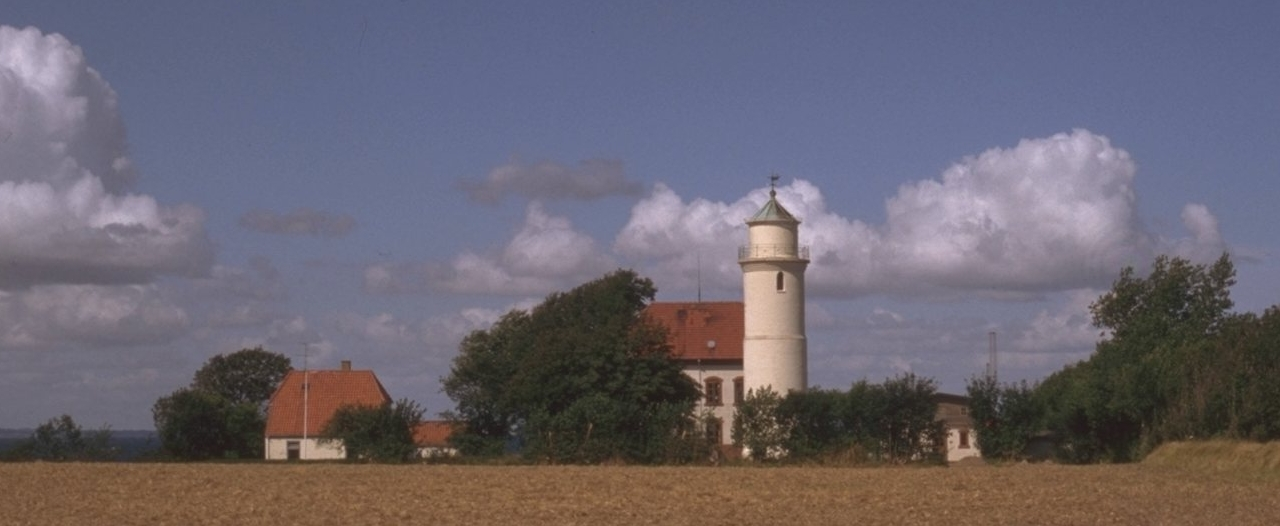
Am Nordufer der dänischen Insel Als: Leuchtturm Nordborg, Augustenhof

Am Als-Sund liegt Sønderborg, mit 30.000 Einwohnern die größte Stadt der Insel. Anfang des 12. Jahrhunderts entstand an der südlichen Einfahrt zum Sund eine Burg als Schutz gegen die Wenden, die Mitte des 16. Jahrhunderts zu einem vierflügeligen Renaissanceschloss umgebaut wurde. Bekannt wurde das Schloss, weil König Christian II. hier gefangen war.
Rund 7 km nordöstlich von Sønderborg befindet sich der kleine Ort Augustenborg (dt.: Augustenburg) mit dem 1770 erbauten Rokokoschloss mit Stuckarbeiten des Italieners Michelangelo Taddei. Der Taufstein ist ein Geschenk des russischen Zaren Alexander I.
Das Städtchen Nordborg (dt.: Norburg) wird vom Schloss Nordborg dominiert und liegt bei einem Naturgebiet am Norburger See, einem Binnensee. Die ursprüngliche Burg wurde 1159 von Svend III. Grathe als Schutz gegen die von Rügen kommenden Wenden errichtet. Während der Schwedenkriege wurde die Burg zerstört und 1165–1670 neu erbaut. In der Nähe von Norburg liegt die Lindewerft, die eine Rekonstruktion des Hjortspringboots zeigt. Das ursprüngliche Boot stammt von 350 v. Chr. und wurde im Hjortspring Moor in der Nähe von Guderup gefunden. In Nordborg befindet sich auch der größte Industriebetrieb der Insel, die Firma Danfoss.

## Geografie
Der nördliche Teil der Insel zeigt deutliche Spuren der Eiszeit. Hier haben sich durch die Gletscherbewegung Anhöhen und Täler gebildet. Der älteste noch existierende Bauernhof von Als – Lundsbjerggård – liegt in Holm an der Nordspitze der Insel und stammt aus dem 18. Jahrhundert. Er ist der einzige Vierkanthof der noch existiert. Eine andere große Hofanlage, wenige Kilometer südöstlich gelegen, ist der 1863 erbaute Alsingergården. Hierbei handelt es sich um einen sogenannten Bol, eine Bezeichnung für größere Hofanlagen. Die Reetdachmühle von Havnbjerg wurde 1835 erbaut und kürzlich restauriert. Nicht weit entfernt befindet sich in Elstrup die letzte dänische Mühle des Typs Galerieholländer. Sie ist seit 1970 außer Betrieb.
Die Südspitze der Insel wird von dem Leuchtturm von Kegnæs Fyr dominiert. Er liegt nahe dem südwestlichen Ende des Naturdammes Drejet, der die Halbinsel Kegnæs mit Als verbindet und das Hørup Hav von der Ostsee trennt. Die Kirche von Kegnæs Sogn in Sonderby ist die kleinste der Insel. Herzog Hans der Jüngere ließ sie 1615 zur Buße errichten, da er im vorangegangenen Winter zehn unschuldige Bauern irrtümlich hatte hinrichten lassen.
Alljährlich im Sommer finden auf der Insel traditionsreiche Ringreiterfeste statt, ansonsten ist Schloss Augustenborg auch über die Grenzen der Insel bekannter Veranstalter klassischer und moderner Konzerte sowie eines Rockfestivals.

## Verkehr
Die Insel ist durch die beiden Brücken Alssundbroen und Kong Christian den X’s Bro sowie die Fähre zwischen Ballebro und Hardeshøj mit dem dänischen Festland verbunden. Sie wird von der Dänischen Nationalstraße 8 von Sønderborg nach Fynshav in West-Ost-Richtung durchquert; ein kurzes Teilstück im Bereich der Ortsumgehung Sønderborg ist autobahnähnlich ausgebaut.
Von Fynshav aus bestehen Fährverbindungen zu den Inseln Fyn (Fünen) mit 6–10 Überfahrten täglich und Ærø mit 2–5 Überfahrten täglich. Eine feste Verbindung (Brücke) nach Fünen wird diskutiert. Der ehemalige Fährhafen Mommark wurde 2009 stillgelegt und wird seither nur noch als Yachthafen genutzt.
Sønderborg besitzt einen Kopfbahnhof mit einer eingleisigen elektrifizierten Bahnstrecke nach Kolding und weiter nach Kopenhagen, es bestehen dorthin mehrmals tägliche direkte Intercity-Verbindungen, deren Fahrzeit etwa 3:40 Std. beträgt. Im Norden Sønderborgs gibt es einen kleinen nationalen Flughafen, der mehrmals täglich im Liniendienst von Kopenhagen aus angeflogen wird.
Mehrere Radfernwege führen über die Insel, u. a. der Ostseeküsten-Radweg, welcher als europäische EuroVelo-Route einmal um die ganze Ostsee führt.
Von 1898 an existierte die meterspurige Kreisbahn auf Alsen, die 1933 teilweise auf Normalspur umgespurt und 1962 stillgelegt wurde.